# Lissone
Lissone is een gemeente in de Italiaanse provincie Monza e Brianza (regio Lombardije) en telt 37.210 inwoners (31-12-2004). De oppervlakte bedraagt 9,3 km², de bevolkingsdichtheid is 3828 inwoners per km².

## Demografie
Lissone telt ongeveer 15288 huishoudens. Het aantal inwoners steeg in de periode 1991-2001 met 7,1% volgens cijfers uit de tienjaarlijkse volkstellingen van ISTAT.
| Jaar | Inwoneraantal |
| ---- | ------------- |
| 1991 | 32.177        |
| 2001 | 34.450        |
| 2010 | 42.474        |

## Geografie
De gemeente ligt op ongeveer 191 m boven zeeniveau.
Lissone grenst aan de volgende gemeenten: Seregno, Albiate, Sovico, Macherio, Biassono, Desio, Monza, Vedano al Lambro, Muggiò.

## Sport
Jaarlijks wordt in en om Lissone de internationale wielerkoers Coppa Agostoni verreden.

## Geboren
- Ugo Agostoni (1893-1941), wielrenner
- Pierantonio Tremolada (1956), geestelijke en bisschop
- Giuseppe Meazza, voetballer